# Пјан Гранде (Лука)
Пјан Гранде је насеље у Италији у округу Лука, региону Тоскана.
Према процени из 2011. у насељу је живело 27 становника. Насеље се налази на надморској висини од 187 м.